# تيندا
تيندا (بالروسية: Тында) هي إحدى مدن روسيا في الكيان الفدرالي الروسي أمور أوبلاست.

## المناخ
يظهر الجدول التالي التغييرات المناخية على مدار السنة لتيندا:
| البيانات المناخية لـتيندا          | البيانات المناخية لـتيندا | البيانات المناخية لـتيندا | البيانات المناخية لـتيندا | البيانات المناخية لـتيندا | البيانات المناخية لـتيندا | البيانات المناخية لـتيندا | البيانات المناخية لـتيندا | البيانات المناخية لـتيندا | البيانات المناخية لـتيندا | البيانات المناخية لـتيندا | البيانات المناخية لـتيندا | البيانات المناخية لـتيندا | البيانات المناخية لـتيندا |
| الشهر                              | يناير                     | فبراير                    | مارس                      | أبريل                     | مايو                      | يونيو                     | يوليو                     | أغسطس                     | سبتمبر                    | أكتوبر                    | نوفمبر                    | ديسمبر                    | المعدل السنوي             |
| ---------------------------------- | ------------------------- | ------------------------- | ------------------------- | ------------------------- | ------------------------- | ------------------------- | ------------------------- | ------------------------- | ------------------------- | ------------------------- | ------------------------- | ------------------------- | ------------------------- |
| الدرجة القصوى °م (°ف)              | 0.0 (32.0)                | −0.5 (31.1)               | 12.4 (54.3)               | 25.3 (77.5)               | 34.0 (93.2)               | 35.2 (95.4)               | 37.2 (99.0)               | 34.4 (93.9)               | 28.2 (82.8)               | 20.2 (68.4)               | 6.2 (43.2)                | 0.0 (32.0)                | 37.2 (99.0)               |
| متوسط درجة الحرارة الكبرى °م (°ف)  | −23.0 (−9.4)              | −16.0 (3.2)               | −6.1 (21.0)               | 4.1 (39.4)                | 13.9 (57.0)               | 22.1 (71.8)               | 24.3 (75.7)               | 21.5 (70.7)               | 13.7 (56.7)               | 1.4 (34.5)                | −13.7 (7.3)               | −23.4 (−10.1)             | 1.6 (34.9)                |
| المتوسط اليومي °م (°ف)             | −29.0 (−20.2)             | −24.0 (−11.2)             | −14.8 (5.4)               | −3.0 (26.6)               | 6.6 (43.9)                | 14.4 (57.9)               | 17.2 (63.0)               | 14.3 (57.7)               | 6.7 (44.1)                | −5.6 (21.9)               | −20.2 (−4.4)              | −28.7 (−19.7)             | −5.5 (22.1)               |
| متوسط درجة الحرارة الصغرى °م (°ف)  | −35.1 (−31.2)             | −32.0 (−25.6)             | −23.5 (−10.3)             | −10.1 (13.8)              | −0.7 (30.7)               | 6.6 (43.9)                | 10.0 (50.0)               | 7.1 (44.8)                | −0.4 (31.3)               | −12.5 (9.5)               | −26.8 (−16.2)             | −34.0 (−29.2)             | −12.6 (9.3)               |
| أدنى درجة حرارة °م (°ف)            | −50.0 (−58.0)             | −49.0 (−56.2)             | −42.2 (−44.0)             | −35.0 (−31.0)             | −12.8 (9.0)               | −3.9 (25.0)               | −1.1 (30.0)               | −6.0 (21.2)               | −15.0 (5.0)               | −32.5 (−26.5)             | −45.0 (−49.0)             | −48.9 (−56.0)             | −50.0 (−58.0)             |
| الهطول مم (إنش)                    | 11.4 (0.45)               | 11.9 (0.47)               | 19.7 (0.78)               | 38.3 (1.51)               | 74.7 (2.94)               | 125.2 (4.93)              | 123.3 (4.85)              | 143.4 (5.65)              | 76.4 (3.01)               | 42.8 (1.69)               | 23.4 (0.92)               | 19.5 (0.77)               | 710 (27.97)               |
| متوسط الرطوبة النسبية (%)          | 75.2                      | 68.1                      | 62.4                      | 58.3                      | 59.1                      | 66.4                      | 74.9                      | 77.9                      | 72.5                      | 71.2                      | 76.6                      | 76.2                      | 69.9                      |
| المصدر: climatebase.ru (1948-2011) |                           |                           |                           |                           |                           |                           |                           |                           |                           |                           |                           |                           |                           |

## توأمة
لتيندا اتفاقيات توأمة مع:
- وينتاتشي